# Струјна линија
Струјне линије или струјнице су теоријске линије које, у сваком тренутку, тангирају брзине флуидних делића. Из ове дефиниције следи да је сваки пресек струјница зауставна тачка у којој флуидни делић мирује, јер би у супротном случају флуидни делић имао две брзине, што није могуће. При стационарном струјању флуида струјнице се поклапају са путањама флуидних делића, тако да  струјна теорија представља важно помоћно средство за развој науке о струјању флуида.